# Галустян, Левон Миружанович
Лево́н Миружа́нович Галустя́н (род. 20 января 1980 года, Сухуми) — абхазский политический деятель. 
Депутат и заместитель спикера Народного Собрания (парламента Республики Абхазия) VI созыва (каденция 2017—2022 годов), член комитетов парламента по государственно-правовой политике, образованию, науке, языковой политике, религии и делам СМИ.

## Биография
Левон Галустян родился 20 января 1980 года в г. Сухуми.
- 1997 — окончил 12-ю среднюю школу
  - поступил в АГУ на филологический факультет, специальность «Журналистика».
- 1999 — начал трудовую деятельность в редакции газеты «Республика Абхазия».
- 2001 — перешёл на Абхазское телевидение.
- 2002 — окончил с отличием университет и
  - в том же году призвался в ряды ВС Абхазии,
  - воинское звание «лейтенант»;
  - возглавлял пресс-службу министерства обороны.
- 2003 — вернулся на работу на АГТРК.
- 2004 — избран в Сухумское городское Собрание по микрорайону Маяк.
- 2005 — переехал в Москву, работал на телевидении,
- 2007 — приглашён в федеральное информационное агентство «Регнум».
- май 2009 — вернулся в Абхазию.
- 2009—2012 — работал в редакции канала «Абаза-ТВ».

### В политике
- март 2012 — избран депутатом Парламента Абхазии по 20-му Гумистинскому округу.
  - Параллельно продолжал работу на телевидении.
  - Вёл еженедельную передачу «Наше время».
- 2013 — осенью, по рекомендации руководства Народного Собрания, поступил в Академию Госслужбы и Народного Хозяйства при Президенте РФ в г. Москве.
- 2016 — окончил с отличием факультет «государственного и муниципального управления».
  - в этом же году был приглашён на Абхазское телевидение:
    - ведущий передачи «Аизара».
- В 2017 году на очередных депутатских выборах одержал победу.
- В апреле 2017 года решением депутатского корпуса избран Заместителем Спикера Народного Собрания.

Левон Галустян — член Союза журналистов Абхазии и Международной конфедерации журналистских Союзов.

### Личная жизнь
Женат, отец четверых детей.

## Награды
За особый вклад в развитие парламентаризма Абхазии награжден Почётной грамотой Народного Собрания.
Указом Президента Республики Южная Осетия Бибилова А.И. награжден Орденом Дружбы. 